# シトロエン・C6
C6は、シトロエンが製造・販売している自動車。

## 初代 (2005年 - 2012年)
シトロエンにとって約16年ぶりとなる大型車で、XMの後継モデルである。1998年のパリサロンで発表されたコンセプトカー「C6 LIGNAGE（リナージュ）」をベースに開発。2005年3月のジュネーブショーで市販モデルが初公開、同年末より欧州で販売が開始。
フロントマスクにはシトロエンのエンブレムでもある「ダブルシェブロン」をあしらい、フロントが長くリアが短いボディライン、縦長のヘッドランプ、フレームを使用していないサイドウィンドウ、凹面のリアウィンドウなど、独特なスタイリングが特徴的。リアには速度感応式のリアスポイラーを装備。
サスペンションは前輪・ダブルウィッシュボーン/後輪・マルチリンクに加え、シトロエン独自の電子制御スプリング&ダンピングシステムである「ハイドラクティブIIIプラス」を採用。
エンジンは3.0L「ES9」ガソリンエンジン（V6）と2.7L「HDi」ディーゼル（V6）をラインナップ。さらに2006年には2.2LのHDiディーゼルとマニュアル・トランスミッション仕様を追加、2009年には2.7LのHDiが240馬力の出力を誇る3.0LのHDiに置き換えられた。一方、この新型HDiよりも出力面・燃費面で劣るガソリン仕様の生産は中止された。また2010年以降、フランス国外仕様は基本的に3.0HDiに一本化されている。
安全面では、運転席ニーエアバッグやリアサイドエアバッグなど合計9個のエアバッグ、むち打ち症防止のためのアクティブヘッドレスト、万が一歩行者を跳ね上げた際自動的にボンネットを浮かせて衝突ショック軽減をはかるアクティブボンネットなどを装備。その評価はユーロNCAPでは5星の36点、歩行者保護では4星の28点という評価を受けている。
日本での販売は2006年10月末より販売が開始され、2006-2007日本カー・オブ・ザ・イヤー「インポート・カー・オブ・ザ・イヤー」を受賞した。日本仕様は空調の吹き出し口を一部変更して、日本仕様のカーナビゲーションシステムと本来のエアコン等の情報画面の両立を図る等の工夫が行われていた。またオプションとして、リア電動スライドシート・後席シートヒーター・電動グラスサンルーフなどを装備した「ラウンジ・パッケージ」仕様も用意されていた。但し日本に正規輸入されていたのはガソリンの3.0Lのみであり、1.8トンを上回る重量の割りには出力・トルクが小さなエンジンを搭載されているために同じクラスの欧州車をはじめ、日本車やアメリカ車と比べて動力性能面に関して劣る面も指摘されていた。前述のガソリン仕様の生産中止を受けて2010年度前半にて輸入停止、日本国内にある在庫車の完売をもって販売終了となっている。ただし3.0LのHDiは日本の平成22年排出ガス規制を通過出来る為に、並行輸入業者に依る輸入はごく少数行われている。
日本では正規輸入が終了した後、本国でもラインアップがディーゼルのみに縮小され、C6の生産は2012年12月18日に終了した。また、近い将来、新型車DS6を投入することを2011年6月にシトロエンが発表している。2012年4月には後継セダンのコンセプトモデルとなる「Numero9」が発表されている。
なおフランスの第23代大統領ニコラ・サルコジは、公用車としてC6を使用していた。日本では宇崎竜童や椎名林檎が新車で購入したことも一部で紹介されている。

## 2代目 (2016年 - 2023年)
2016年4月、北京モーターショーにて初公開され、同年10月に販売を開始した。 中国の武漢で生産される。